# Гуд-Гоуп (Іллінойс)
Гуд-Гоуп (англ. Good Hope) — селище (англ. village) в США, в окрузі Макдоно штату Іллінойс. Населення — 363 особи (2020).

## Географія
Гуд-Гоуп розташований за координатами 40°33′27″ пн. ш. 90°40′32″ зх. д. / 40.55750° пн. ш. 90.67556° зх. д. (40.557454, -90.675539).  За даними Бюро перепису населення США в 2010 році селище мало площу 0,76 км², уся площа — суходіл.

## Демографія
Згідно з переписом 2010 року, у селищі мешкало 396 осіб у 179 домогосподарствах у складі 112 родин. Густота населення становила 524 особи/км².  Було 191 помешкання (253/км²).
Расовий склад населення:
| - 98,7 % — білих - 1,0 % — корінних американців |

До двох чи більше рас належало 0,3 %. Частка іспаномовних становила 2,5 % від усіх жителів.
За віковим діапазоном населення розподілялося таким чином: 19,9 % — особи молодші 18 років, 57,4 % — особи у віці 18—64 років, 22,7 % — особи у віці 65 років та старші. Медіана віку мешканця становила 46,8 року. На 100 осіб жіночої статі у селищі припадало 100,0 чоловіків;  на 100 жінок у віці від 18 років та старших — 95,7 чоловіків також старших 18 років.
Середній дохід на одне домашнє господарство  становив 69 435 доларів США (медіана — 51 964), а середній дохід на одну сім'ю — 85 283 долари (медіана — 59 875). Медіана доходів становила 49 375 доларів для чоловіків та 32 813 долари для жінок. За межею бідності перебувало 4,1 % осіб, у тому числі 6,1 % дітей у віці до 18 років та 2,4 % осіб у віці 65 років та старших.
Цивільне працевлаштоване населення становило 194 особи. Основні галузі зайнятості: освіта, охорона здоров'я та соціальна допомога — 32,5 %, виробництво — 19,1 %, публічна адміністрація — 9,8 %, роздрібна торгівля — 8,8 %.